# Red Bull Stratos

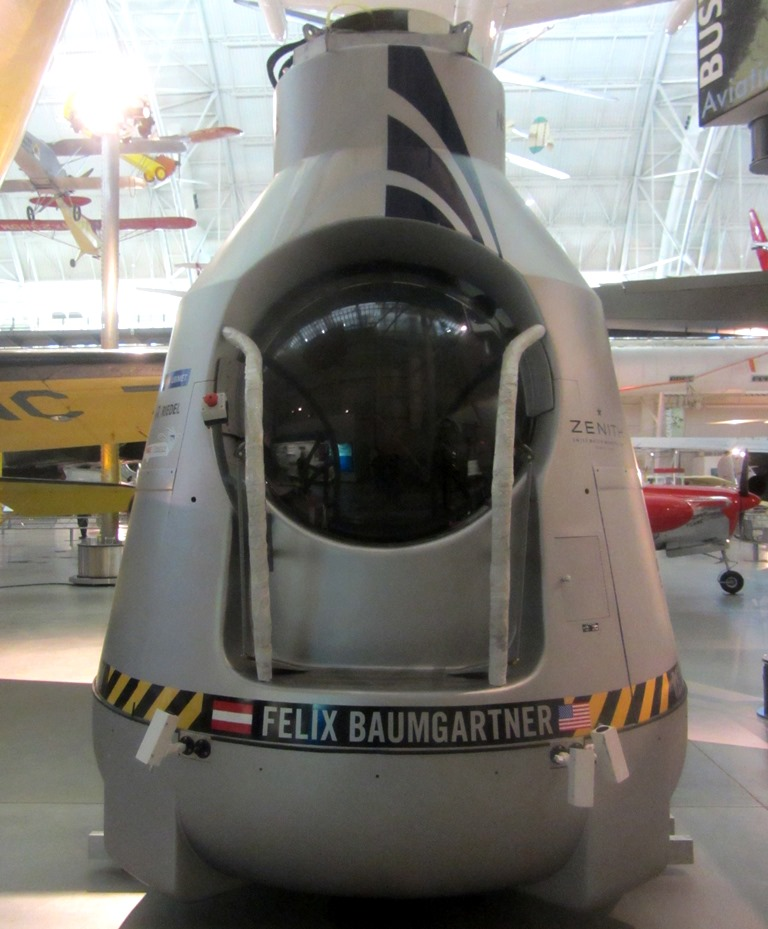
A capsula do projeto Red Bull Stratos.

Red Bull Stratos foi um projeto realizado no dia 14 de outubro de 2012 que envolveu o paraquedista e base jumper austríaco Felix Baumgartner, e que foi patrocinado pela Red Bull. O projeto teve como objetivo quebrar vários recordes ao mesmo tempo e ajudar a contribuir em pesquisas científicas.

## A Missão

### Preparativos e Treinamentos
Os preparativos para esta missão começaram em 2007. Felix Baumgartner, que tem o apelido de Felix Sem Medo recebeu um longo tratamento psicológico. Por ser claustrofóbico, ele sofria ataques de pânico toda vez que tinha que vestir o macacão e o capacete reforçado para deixá-lo totalmente isolado do ambiente hostil durante o salto. Assim, ele foi submetido a um acompanhamento psicológico realizado por Michael Gervais, especializado em atender esportistas de aventura. A equipe técnica também contribuiu para Baumgartner superar a claustrofobia e criou um procedimento detalhado antes do salto para manter sua mente ocupada e longe dos medos.
Além disso, o salto estava cercado de riscos, já que Baumgartner poderia perder a consciência e sofrer uma hemorragia cerebral caso começasse a rodar de forma descontrolada.

### Perigos
- A estratosfera é um ambiente extremamente hostil, com pouca presença de oxigênio e temperaturas baixíssimas, que chegam abaixo de  -50 C°. Com isso, o paraquedista poderia morrer congelado ou por asfixia.[5]
- Qualquer dano à sua roupa especial poderia fazer com que o ar escapasse, provocando uma despressurização do equipamento. Isso poderia ocasionar a formação de bolhas de gás no sangue (conhecida como embolia gasosa). Ou seja, o paraquedista sofreria um efeito de como se ele estivesse sendo fervido por dentro.[5] Ou seja, morte instantânea.
- Baumgartner precisava saltar em uma posição previamente calculada, evitando a perda de controle do voo. Caso ele começasse a rodar, ele poderia desmaiar e continuar girando até que as forças aplicadas sobre seu corpo rompessem o seu tronco encefálico.[5] (De fato ele chegou a rodopiar fortemente, mas conseguiu estabilizar).
- O paraquedista poderia vomitar dentro do capacete e ter sua visualização do exterior e da linha do horizonte obstruída, ficando assim completamente desorientado.[5]
- Ninguém, até então, sabia como o corpo humano livre (protegido apenas pelo traje especial) iria se comportar ao ultrapassar a barreira do som, já que ninguém tinha conseguido a tal proeza até então.[5]

### Equipamentos e Vestimentas

#### Cápsula
A cápsula foi desenvolvida especialmente para este projeto. Ela possuiu mais de 1.300 quilos e espaço útil de 1,80 metros. Além de manter o aventureiro em segurança durante a subida, a cápsula possuía todos os instrumentos de navegação, câmeras e também um sistema de segurança. Ela também seria quase indestrutível, em caso de um impacto.

#### Balão
Foi utilizado um balão com aproximadamente 850 milhões de metros cúbicos de hélio. Contando com o peso da cápsula, todo o sistema do balão pesou ao redor de 3200 kg.

#### Traje
O traje especial pressurizado foi feito baseado nos equipamentos utilizados pelos astronautas. O material utilizado é resistente ao fogo e funciona como isolante térmico. A roupa pesou aproximadamente 13 quilos, sem considerar o capacete e o visor. O traje completo levava quase duas horas para ser colocado e verificado.

#### Capacete
O capacete também foi pressurizado. O equipamento possuiu mecanismos de aquecimento interno para que o visor não embaciasse ou congelasse. Esse visor ainda contava com uma película protetora contra os raios ultravioleta. Dentro do capacete, haviam também um microfone de comunicação, o canal que levava 100% de oxigênio e um dispositivo que despejava alimentos no estado líquido na boca do tripulante. Ao todo, o capacete pesava pouco mais de 3,5 kg.

#### Sistemas de segurança, comunicação e localização
Preso ao seu tórax, Baumgartner carregou durante o salto, uma espécie de bolsa na qual estavam todos os dispositivos eletrônicos responsáveis pela sua comunicação com a equipe de solo, o monitoramento de seus sinais vitais e o seu rastreamento no globo terrestre (um GPS melhorado), além do IMU (“Unidade de Medida Inercial”), que registrou todos os dados (altura, velocidade, tempo de queda, etc.), e uma câmera de alta definição com ângulo de visão de 120°. Fora dessa caixa, foi acoplado ao traje um dispositivo designado "CYPRES 2", que seria acionado automaticamente em caso de emergência.

#### Paraquedas
Além dos dois paraquedas tradicionais (o principal e o reserva), o paraquedista ainda contou com um paraquedas específico para estabilizar o seu voo caso ele começasse a girar. Nas laterais do macacão, existiam mecanismos para cortar algum dos paraquedas caso ele se enrolasse.

### Treinamentos
Na sua preparação Baumgartner realizou vários saltos, entre eles, um a 20 km de altitude que atingiu 580 km/h.

## O Salto
Por causa da complexidade do projeto, condições climáticas perfeitas eram fundamentais para o sucesso da missão. Assim, inicialmente marcado para o dia 09/10/2012, e após mais dois adiamentos devido ao forte vento, o salto "estratosférico" finalmente ocorreu no dia 14 de Outubro de 2012. A missão, bem sucedida, levou Baumgartner a aproximadamente 39 quilómetros de altura, na estratosfera sobre o Novo México num balão de hélio, fazendo uma queda-livre e depois usando um para-quedas. Chegou a alcançar a velocidade de 1.342 quilómetros por hora (em condições normais—pressão 1 atm e temperatura 20oC -- no ar denso da atmosfera terrestre a velocidade do som é de 1.234 km/h, enquanto na estratosfera devido ao ar rarefeito o valor tipico é 1.110 km/h, segundo a missão que coordenou o salto). Com o salto, Baumgartner esperava superar 4 recordes: ser o primeiro humano a superar a velocidade do som sem ajuda mecânica; realizar o mais alto salto de paraquedas, subir ao ponto mais distante da Terra e protagonizar a queda livre mais longa. Destes, os 3 primeiros foram superados. A queda livre de Baumgartner foi de 4 min e 19 seg, o que não permitiu que ele batesse o recorde mundial nesta modalidade, que era de 4 min e 36 seg.
A queda livre foi prevista para cinco ou seis minutos, mas acabou por durar 4:19. O salto total (sem haver contacto com o chão) durou aproximadamente dez minutos.

### O Salto em Números
- Tempo de Subida: 2 horas e 35 minutos[4]
- Tempo de Queda Livre: 4.19 min[11]
- Duração do Salto: 9.3min[11]
- Velocidade Máxima atingida em Queda Livre: 1357,6 km/h[12] (atingida durante os primeiros 40 segundos de queda)
- Altitude Máxima : 128.097 pés (ou 38 969,4 metros)[11]

#### Recordes
- Primeira pessoa a romper a barreira do som em queda livre (atingiu a velocidade de 373 metros por segundo = 1,24 vezes a velocidade do som)[11]
- O salto mais alto de todos os tempos (39.045m de altitude)[11]
- Maior distância vertical percorrida (36.529m)[11]
- O pulo de paraquedas mais alto (39.045m de altitude).[13]
- A transmissão ao vivo de seu salto da estratosfera tornou-se o vídeo ao vivo com maior número de visualizações simultâneas: 8 milhões (pico).[14]

## Legado
O projeto visou contribuir em vários aspectos científicos. Dentre eles:
- Ajudar no desenvolvimento de roupas espaciais, isso poderá ajudar até em caso de emergência, com o astronauta saindo da nave e reentrando na atmosfera.[1]
- Ajudar no desenvolvimento de protocolos de exposição a altas altitudes e altas acelerações.[1]
- Ajudar na exploração dos efeitos do corpo humano em acelerações e desacelerações supersônicas.[1]
- Ajudar a desenvolver paraquedas no estado da arte, envolvendo maior segurança e precisão.[1]

Assim, o legado deixado por essa missão foi proporcionar aos cientistas descobertas importantes para a melhoria da segurança dos programas espaciais, principalmente no tocante a maneiras de escape dos astronautas durante emergências em altitudes muito elevadas.

## Curiosidades
- A data do salto (14 de outubro) coincidiu com o 65.º aniversário da primeira vez que a barreira do som foi rompida. O feito foi do americano Chuck Yeager, a bordo de um Bell X-1, no dia 14 de outubro de 1947.[10]
- Uma equipe de internautas fez um video (poucos dias depois deste salto) em que foi feita uma versão deste salto em peças de Lego.[15]

## Ver Também
- Projeto Excelsior